# 伊尔格伊市镇
伊尔格伊市镇（俄语：Иргейское муниципальное образование）是俄罗斯联邦伊尔库茨克州下乌金斯克区所属的一个市镇。其下辖有3个居民点，行政中心为伊尔格伊。据2016年统计，该市镇的人口为430人。